# Бельды, Николай Иванович
Никола́й Ива́нович Бельды́ (2 мая 1929, Муху, Дальневосточный край — 21 декабря 1993, Хабаровск), более  известный как Кола́ Бельды́, — советский, российский певец, популярный артист эстрады 1950—1980-х годов, заслуженный артист РСФСР (1985), заслуженный артист Якутской АССР, заслуженный артист Бурятской АССР. Нанаец по национальности.

## Биография
Родился 2 мая 1929 года в маленьком селе Муха Нанайского района Хабаровского края в семье охотника Ивана Владимировича Бельды. Детство было голодным. Рано осиротел. Заблудившись в лесу, Николай пережил нервное потрясение и стал заикаться.
Рос и воспитывался в школе-интернате села Найхин, откуда во время Великой Отечественной войны сбежал через Хабаровск на фронт, приписав себе два лишних года, и стал юнгой Тихоокеанского флота. Участвовал в боевых действиях в Корее. Выступал в Ансамбле песни и пляски Тихоокеанского флота. Окончив экстерном музыкальное училище, Бельды продолжил службу мотористом-дизелистом на тральщике Тихоокеанского флота.
Награждён медалью Нахимова, медалями «За победу над Японией», орденом Отечественной войны II степени, юбилейными медалями 20, 30, 40 лет Победы.
После службы на флоте поступил в Саратовскую государственную консерваторию имени Л. В. Собинова. Учёбу совмещал с работой на станкостроительном заводе, в Саратовском драматическом театре. Некоторое время работал в Ансамбле песни и пляски Воронежского военного округа, затем в Калининской и Хабаровской филармониях, а с 1959 года — во Всероссийском концертно-гастрольном объединении, впоследствии реорганизованном в Москонцерт, в качестве солиста-вокалиста до 1990 года. Член КПСС с февраля 1971 года.

## Творчество
Впервые начал петь во время службы на флоте. В 1957 году становится лауреатом VI Всемирного фестиваля молодёжи и студентов в Москве. Молодое дарование заметили деятели культуры (С. Михалков и др.) и министр культуры Е. Фурцева. Артиста пригласили работать в Москву. В 1960 году Кола Бельды стал лауреатом Всероссийского конкурса артистов эстрады. В том же году артист получил свою первую эпизодическую роль студента-«шамана» в художественном фильме Григория Александрова «Русский сувенир».
В первом чёрно-белом телевизионном клипе Кола Бельды исполнял под фортепианный аккомпанемент шуточную «Песню об оленях» или, как её чаще называли, «А олени лучше!»; текст этой песни написали Я. Костюковский и В. Бахнов, музыку — М. Табачников. Наибольшая популярность пришлась на 1972—1973 годы. В 1972 году Кола Бельды с песней «Увезу тебя я в тундру» выходит в финал фестиваля «Песня года», а 25 августа 1973 года за исполнение песен «Природа поёт» и «Увезу тебя я в тундру» получает вторую премию в главном конкурсе Международного фестиваля песни в Сопоте (Польша).
Более 30 лет Кола Бельды гастролировал по стране и за рубежом, выступил в 46 странах мира, став в Европе таким же узнаваемым, как в СССР. Об этом свидетельствуют многочисленные интервью журналистов газет, журналов, передачи на радио и телевидении, отзывы слушателей и зрителей о его неповторимом голосе, своеобразной манере исполнения и личном обаянии. Во Франции Бельды называли «золотым голосом Севера», а император Эфиопии наградил его орденом своей страны.
Будучи нанайцем, Кола Бельды выступал как бы от имени всех малых народностей Дальнего Востока, Сибири и Крайнего Севера.
Популярность Кола Бельды, наряду с фильмом «Начальник Чукотки» (1967), стала причиной широкого распространения в Советском Союзе анекдотов про наивных и простодушных чукчей, про их непонимание городской, а особенно московской жизни.

Замечательно, что сам Кола Бельды, хотя и был по национальности нанайцем, с видимым удовольствием обыгрывал на публике уже сложившиеся особенности так называемого чукотского выговора и любил рассказывать анекдоты о чукчах. В грамзаписи «Песенки о терпении» певец использовал и эмфатически выделял характерное для этих анекдотов словцо «однако». Ничего специфически чукотского в таком исполнении, конечно, не было. Кола Бельды позиционировал на эстраде именно тот образ, который имел отношение не к этнографической, а к вполне воображаемой — «фольклорной» — действительности Советского Союза.— Константин Богданов
С 1970-х годов Бельды занимался исследовательской работой — собирал и сохранял уникальные национальные песни северных народов. Не сумев пройти пробы на главную роль в фильме «Дерсу Узала» режиссёров Владимира Васильева и Акиры Куросавы, он познакомился с Куросавой и помогал отбирать национальные мелодии, а также репетировал с исполнителем главной роли Максимом Мунзуком.
Собранный Бельды фольклорный материал лёг в основу альбома «Белый остров», выпущенного в конце 1980-х годов. Композиции в альбоме — интерпретации народных песен коренных жителей Севера на русском языке; по словам критика Александра Горбачёва, «эта мрачная электроника вперемешку с этническими мотивами создаёт дикую и загадочную атмосферу, сродни той, которая возникает при прослушивании западных коллективов, участвовавших в индастриал-движении, но при этом с таёжными нотками». Также певец принимал участие в сценических экспериментах проекта «Поп-механика»; один из таких концертов посетил молодой Владимир Шахрин: «Мы получали колоссальное удовольствие, которое вскоре начали бурно выражать… Мы попали на поистине роскошный концерт. <…> Стояли дураки-дураками, в этих ремнях, ботинках, заклёпках, и аплодировали артисту».
Итогом творческой деятельности певца стали 4 виниловых диска, многочисленные аудиокассеты, видеоклипы, несколько фильмов о жизни и творчестве Кола Бельды.

## Последние годы и смерть

Могила Кола Бельды

В 1990 году поселился в Хабаровске. Женился в третий раз. В начале 1991 года у него, 61-летнего, родилась дочь Елена.
Скоропостижно скончался от инфаркта миокарда 21 декабря 1993 года, когда вышел за покупками в магазин. Похоронен в Хабаровске на Центральном кладбище. После смерти Кола его супруга, врач детской поликлиники, организовала общественный фонд «Кола Бельды» — общественную некоммерческую организацию.
Теплоходу «Метеор» Амурского речного пароходства присвоено название «Кола Бельды». В Хабаровске в одном из новых микрорайонов есть улица Кола Бельды. В его честь также названа улица в административном центре Нанайского района — селе Троицком.

## Семья
- Первый брак (1950—1965) — Нина Павловна (род. 1914)[12]

- Второй брак (1966—1989) — Лариса Семёновна (1924−1989)[12]

- Третий брак (1991—1993) — Ольга Александровна (род. 1960),  врач[12]

- - Дочь —  Елена Николаевна  (род. 1991)[12]
    - Внучка (род. 2017)[12][14].

## Дискография

### Миниальбомы (грампластинки)
- 1958 — Кола Бельды (SP, 30020-1)[15]
- 1969 — Поёт Кола Бельды (EP, «Мелодия», Д 00026875-6)[16]
- 1973 — Кола Бельды (EP, «Мелодия», ГД 0003395-6)[17]
- 1979 — Поёт Кола Бельды (EP, «Мелодия», С62-12359-60)[18]

### Студийные альбомы
- 1973 — Поёт Кола Бельды (LP, «Мелодия», СМ 04151-2)[19]
- 1982 — Хейдже (Здравица) (LP, «Мелодия», С60 19273 003)[20], переиздан в цифровом виде: MEL CO 1210 (2023)
- 1985 — Приди, весна (LP, «Мелодия», С60 21719 003)[21]
- 1988 — Белый остров (LP «Мелодия», С60 21719 003)

### Компиляции
- 2004 — Увезу тебя я в тундру (CD, «АРК-Систем Рекордз», ARK CD 032)[22]
- 2009 — Поёт Кола Бельды (CD, «Мелодия», MEL CD 60 01581)[23]